# Digonis maculosa
Digonis maculosa är en fjärilsart som beskrevs av Butler 1882. Digonis maculosa ingår i släktet Digonis och familjen mätare. Inga underarter finns listade i Catalogue of Life.